# リヴェンジ級戦艦
| リヴェンジ級戦艦              | リヴェンジ級戦艦 |
| ----------------------------- | --- |
| 竣工当時の3番艦「ラミリーズ」 | |
| 艦級概観                      | |
| 艦種                          | 戦艦 |
| 艦名                          | Rで始まる艦名 |
| 前級                          | クイーン・エリザベス級戦艦 |
| 次級                          | ネルソン級戦艦 |
| 性能諸元                      | |
| 排水量                        | 基準：29,150トン 常備：28,000トン 満載：31,500トン（改装後：33,500トン） |
| 全長                          | 190.3m |
| 水線長                        | 187.0m |
| 全幅                          | 27m（改装後：31.7m） |
| 吃水                          | 8.7m（常備） 9.8m（満載） |
| 機関                          | バブコック・アンド・ウィルコックス式石炭・重油混焼水管缶18基（レゾリューションとロイヤル・オークはヤーロー式） +パーソンズ式高速・低速タービン2組4軸推進 |
| 最大 出力                     | 40,000hp |
| 最大 速力                     | 23.0ノット（改装後：21.5～21.9ノット） |
| 航続 距離                     | 10ノット/4,200海里（石炭：140トン 重油：900トン（常備）、3,400トン（満載）） |
| 乗員                          | 908～997名 （大戦中：1,009～1,146名） |
| 兵装                          | Mark I 38.1cm（42口径）連装砲4基 Mark XII 15.2cm（45口径）単装速射砲14基 Marks II 7.6cm（45口径）単装高角砲2基 10.2cm50口径MkXVI連装高角砲4基 4.7cm（43口径）単装機砲2基 53.3cm水中魚雷発射管4基 |
| 装甲                          | 舷側：330mm（水線部主装甲）、152mm（最上甲板部）、51～152mm（艦首尾部）、25mm（水線下隔壁） 主甲板：51mm 主砲塔： 330mm（前盾）、279mm（側盾）、279mm（後盾）、114mm（天蓋） 主砲バーベット部：254mm（甲板上部前面）、152～178mm（甲板上部背面）、152mm（甲板下部前面）、101mm（甲板下部背面） 副砲ケースメイト部：152mm 司令塔：279mm（側盾）、76mm（天蓋） |
| 艦載機                        | なし |

リヴェンジ級戦艦 (Revenge class battleship) 、もしくはロイヤル・サブリン級戦艦は、イギリス海軍が第一次世界大戦中に高速戦艦として建造した超弩級戦艦の艦級である。
本級は建造された5隻（ロイヤルサブリン、ロイヤルオーク、リヴェンジ、レゾリューション、ラミリーズ）のスペリングが「R」で始まることから、R級と呼ばれた。第二次世界大戦末期、ロイヤル・サブリン (HMS Royal Sovereign, 05) のみソビエト連邦に貸与された。

## 概要
イギリス海軍はフィリップ・ワッツ（海軍造船局長）の設計により15インチ（38.1センチ）砲8門を装備して25ノットを発揮できる超弩級戦艦「クイーン・エリザベス級」を竣工させ、50口径12インチ（30.5センチ）砲を装備した弩級戦艦や超弩級戦艦を基幹とするドイツ帝国海軍に対抗した。
次なる布石としてイギリス海軍は、既存の15インチ砲を流用した安価な戦艦を求めた。本級が建造された時点で、大日本帝国海軍とアメリカ合衆国の戦艦は14インチ（35.6cm）砲搭載型であり、ドイツ帝国海軍もマッケンゼン級巡洋戦艦で13.8インチ（もしくは14インチ）砲を、バイエルン級戦艦でやっと45口径15インチ（38センチ）砲搭載を計画しているに過ぎないことから、15インチ砲8門を装備したQ.E.級戦艦5隻とR級戦艦複数隻の竣工は、海軍力に大きなアドバンテージを持つと考えられた。
この要求に対し、ワッツ技師の後任として1912年から海軍造船局長となったサー・ユースタス・テニソン＝ダインコート卿が最初に設計したのが、リヴェンジ級（ロイヤルソブリン級）である。船体の設計は「アイアン・デューク級戦艦」の設計を流用したが2万トン台の船体に10門を搭載するのは無理なので、クイーン・エリザベス級と同等の15インチ砲8門に改めた。また、機関においてもクイーン・エリザベス級が重油専燃ボイラーを搭載したのに対し、本級は将来の燃料事情の悪化を考慮して重油専焼缶と重油石炭混焼缶との混載に立ち戻ったために速力21.5ノットに低下した。この背景は石油は海外からの輸入に頼るしかない状況であったため、イギリス本国でも産出される石炭も使用できるようにすることで戦略的なリスクを避ける意味合いもあった。しかし、起工直後に第一本部長の職に復帰したフィッシャー提督は21ノット台の速力を不服とし、急遽ボイラーを全て重油専焼缶に換装を決定する。出力増大を図ったが速力はあまり向上せず23ノットに留まった。ただし、同時代の他国の戦艦（巡洋戦艦を除く）の速力は23ノット未満であり、リヴェンジ級戦艦の速力は（第一次世界大戦時においては）充分であったと言える。

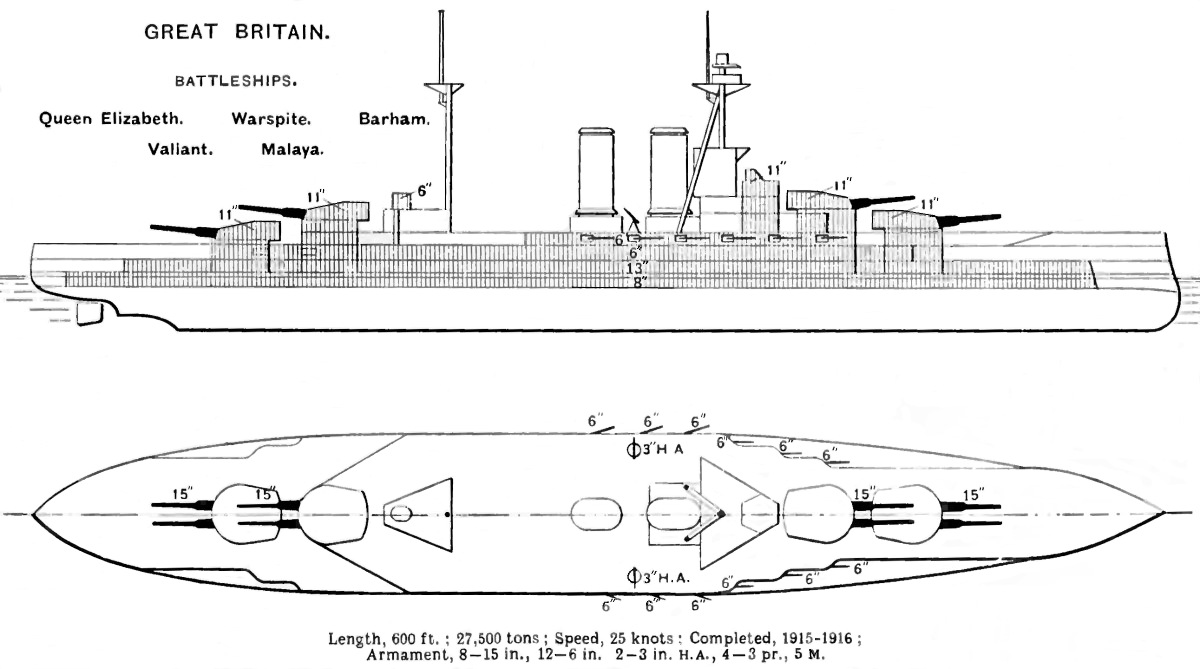
クイーン・エリザベス級の概容

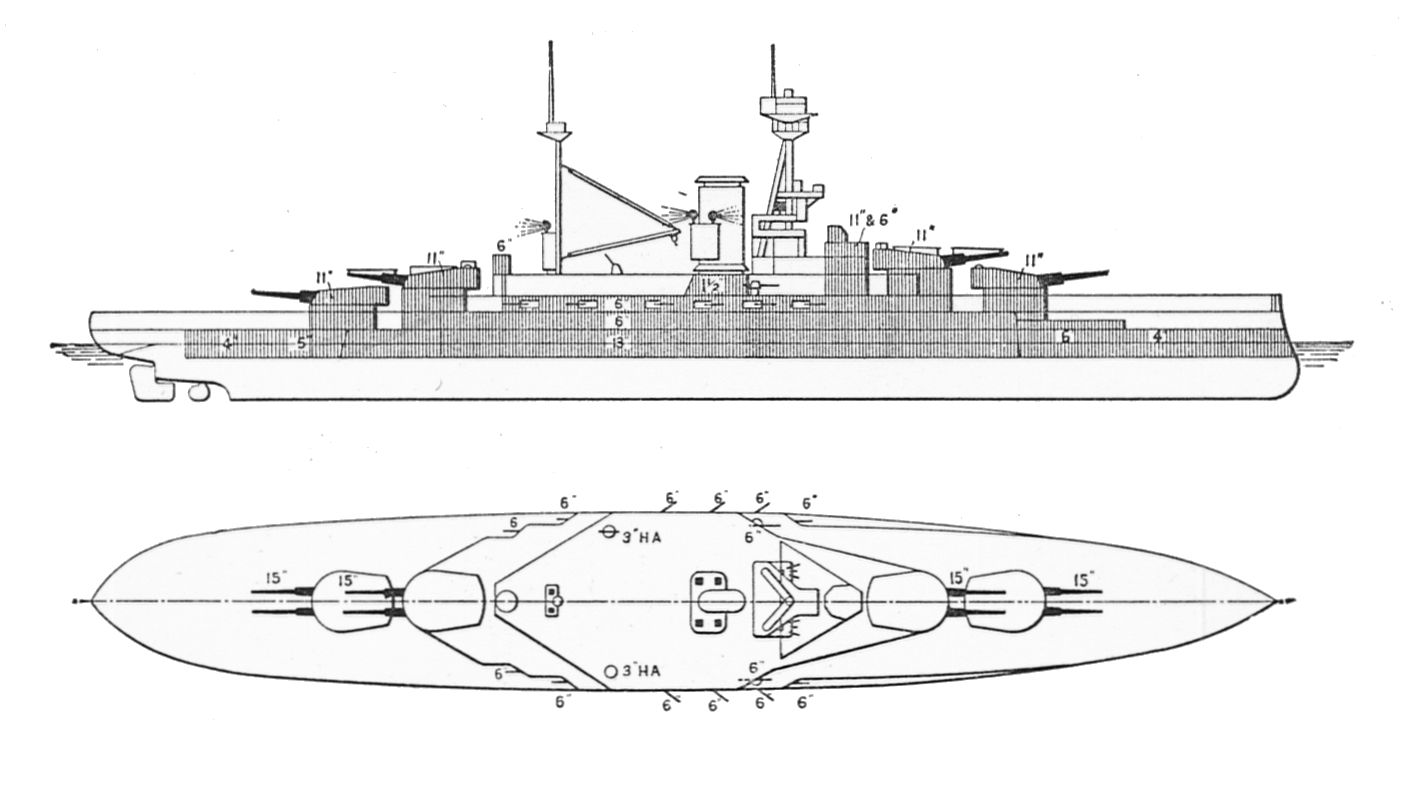
リヴェンジ級の概容。前級から機関を減じつつ、火力は同等である

本級は第一次世界大戦中に八隻が発注されたが、その内訳は1913年度計画で5隻の建造が承認されたが、1914年度計画で「レジスタンス」「レナウン」「レパルス」の3隻の建造が認められ、このうち最初の2隻は1914年5月に発注されたが、第一次世界大戦の勃発により1914年度計画は1914年8月にキャンセルされた。これにより実際に竣工したのは「リヴェンジ」「レゾリューション」「ラミリーズ」「ロイヤル・サブリン」「ロイヤル・オーク」の5隻だけで、残り3隻はキャンセルされた。レナウン級巡洋戦艦2隻（レナウン、レパルス）は、本級を巡洋戦艦に設計変更したものである。R級戦艦として計画された名残りから、この巡洋戦艦2隻も艦名の頭文字が「R」からはじまる。

## 艦形

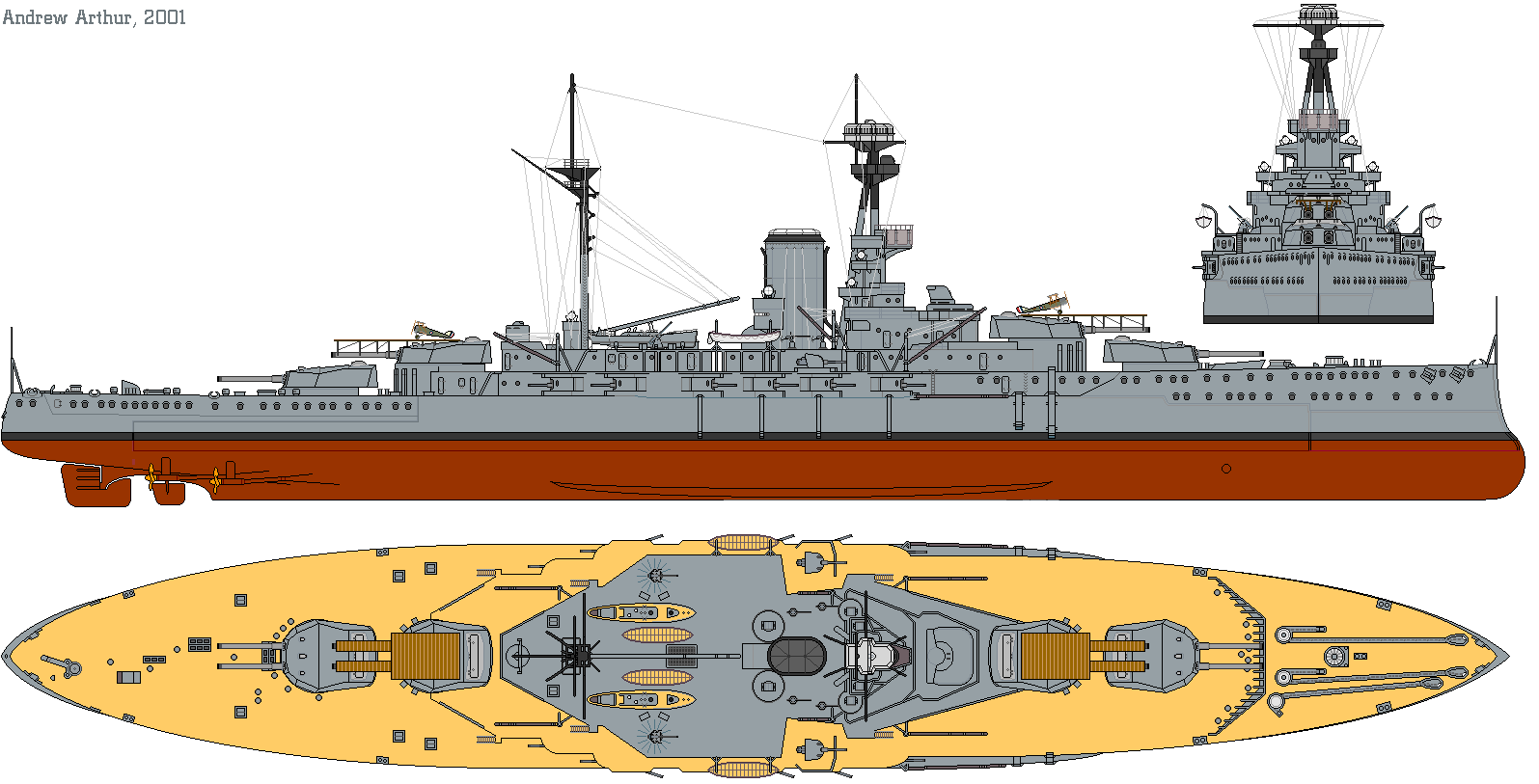
竣工当時の本級の正面・側面図

本級の船体形状は前級に引き続き長短船首楼型船体を採用している。水面下に浮力確保のため膨らみを持つ艦首から艦首甲板上に「Mark I 38.1cm（42口径）砲」を連装式の主砲塔に収めて背負い式に2基を配置。2番主砲塔の基部から甲板よりも一段高い艦上構造物が始まり、その上に司令塔が立つ。天蓋部に測距儀を乗せた司令塔の背後から、三脚式の前部マストが立つ。マストの構成は頂上部に射撃方位盤室を持ち、中部に艦橋を含む三段の見張り所をもっていた。前部マストの背後に1本煙突が立ち、左右舷側甲板上が艦載艇置き場となっており、単脚式の後部マストを基部とするクレーン1本により運用された。後部マストの後方に後部司令塔が立ち、3番主砲塔の基部で船首楼は終了し、後部甲板上に4番主砲塔が直に配置する後ろ向き背負い式配置であった。就役後に2・3番主砲塔の上に陸上機を発艦させるために滑走台を設置した。

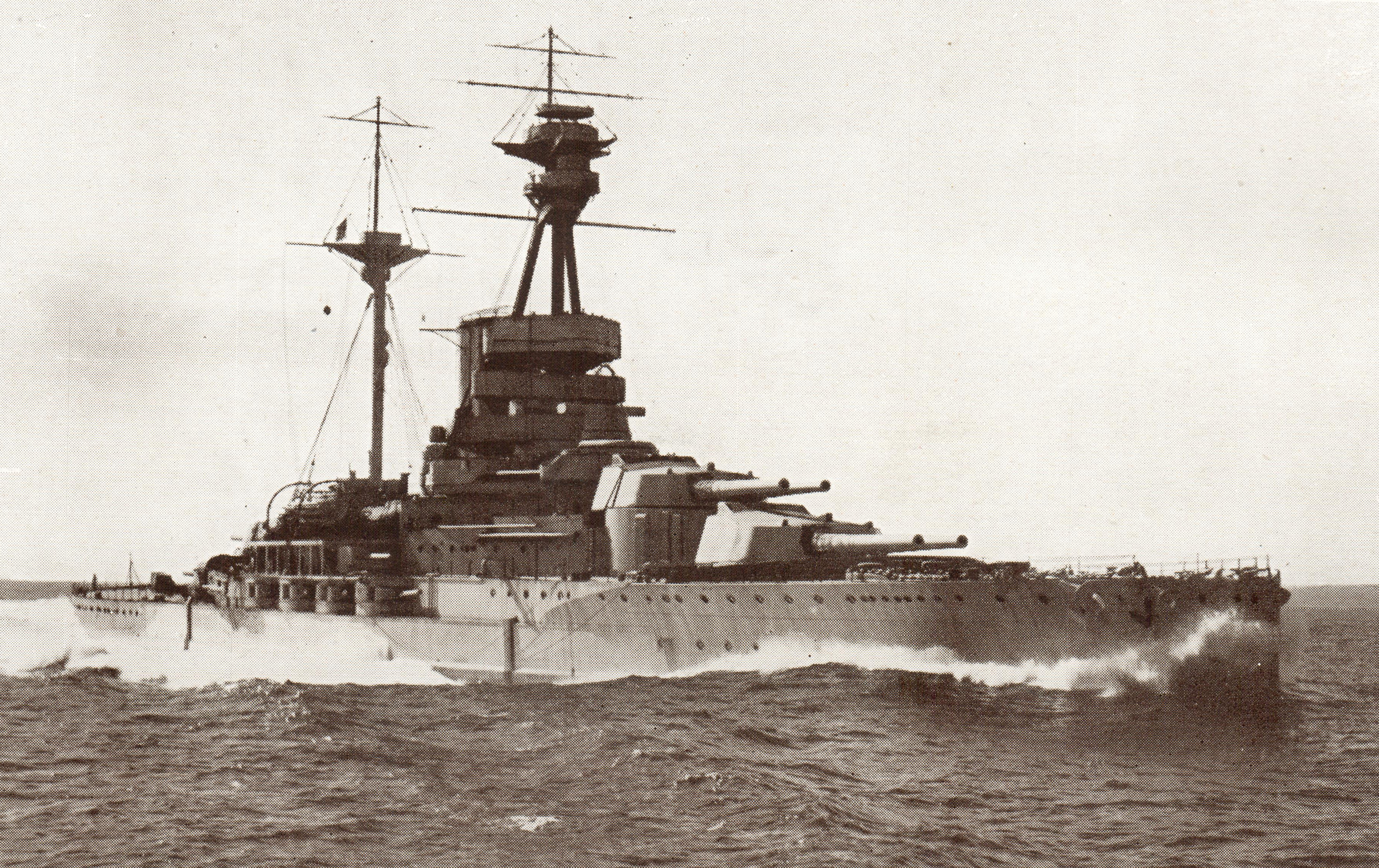
竣工当時の「リヴェンジ」

本級の副砲である「Mark XII 15.2cm（45口径）速射砲」は前級同様に舷側ケースメイト（砲郭）配置であるが、前級において艦首寄りに配置したために波浪が開口部に吹き込む不具合を改善するため、本級では船体中央部に放射状に単装で前方4基・後方2基の片舷6基ずつ配置したが、舷側配置と別個に甲板上に防盾付きで片舷1基ずつ2基を配置した。これにより片舷7基の計14基を装備したが甲板上の2基は波浪の被害があったために後に撤去されて12基となった。この武装配置により前方向に最大で38.1cm砲4門と15.2cm砲4門、後方向に38.1cm砲4門と15.2cm砲2門、左右方向に最大で38.1cm砲8門と15.2cm砲7門を向けることが出来た。他に対艦用に53.3cm魚雷発射管を1番主砲塔よりも手前に片舷1門ずつ計2門を配置していた。
操舵機構については、前級のクリーン・エリザベス級のような並列2枚舵ではなく、大型の主舵と小型の副舵を直列配置した方式を採用している。主舵と副舵を分離配置することにより、操縦性の向上や被弾リスク分散などの効果を期待したものである。ただし実際の運用では、副舵は効果に乏しいと判断されたため、後の英戦艦では副舵を廃止し、大型の1枚舵のみを採用するようになった。なお、本級と同様に主副舵の直列配置方式を採用した戦艦としては、日本海軍の大和型戦艦がある。

### 海軍休日から第2次世界大戦時
ユトランド沖海戦の戦訓により就役後の1916年に水防性強化、火薬庫の防炎処置、自爆防止対策の改善、弾薬庫の上面に25mm装甲が追加された。
1930年代に「リヴェンジ」はクイーン・エリザベスに準じた近代化改装を検討していたが、キング・ジョージ五世級との代替を見越して実施を見送った。
1930年代に近代化改装が行われた。防御面においては主甲板の防御強化のために弾薬庫の上部に102mm装甲、機関部に64mm装甲を追加で貼った。水雷防御の強化と復元性の強化のために舷側にバルジを追加した事により艦幅は31.0mに増加し、満載排水量は33,500トンとなり速力は21ノット台に低下した。

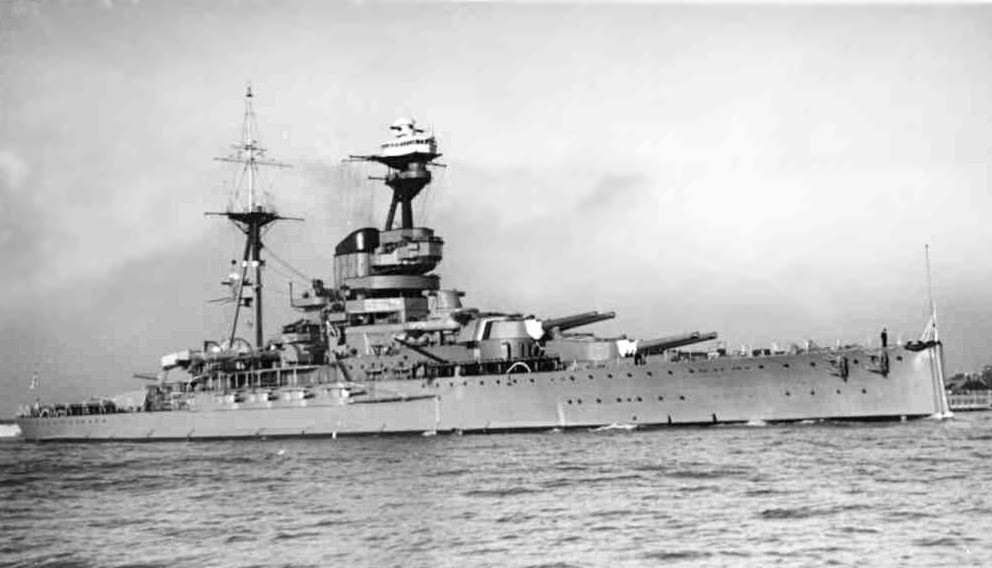
近代化改装後の「レゾリューション」

外観上の相違点では射撃指揮装置の更新により前部マスト頂部の射撃指揮所が大型化したほか、艦橋の側面に見張り所が複数設けられた。対空火器の増加が行われ、10.2cm高角砲を単装砲架で船体中央部に4基を配置したほか、近接火器として煙突の側面の探照灯台の下にフラットを設けて4cm八連装ポンポン砲を片舷1基ずつ計2基を設置し、司令塔の側面に12.7mm四連装機銃を片舷1基ずつ計2基を設置した。水上機の運用のために中央部の甲板が大型化し、3番主砲塔上にカタパルトが設置され、水上機の運用のために後部マストの左側にクレーン1基が追加された。 また「ロイヤル・オーク」と「レゾリューション」「ラミリーズ」は後部マストが三脚型となった。
第二次世界大戦中に10.2cm高角砲は「ロイヤル・オーク」が連装砲架で4基になったのを皮切りにして姉妹艦も連装砲4基8門となった。航空兵装は対空火器の増強により順次撤去されたが「レゾリューション」は最後まで搭載していた。

## 武装

### 主砲

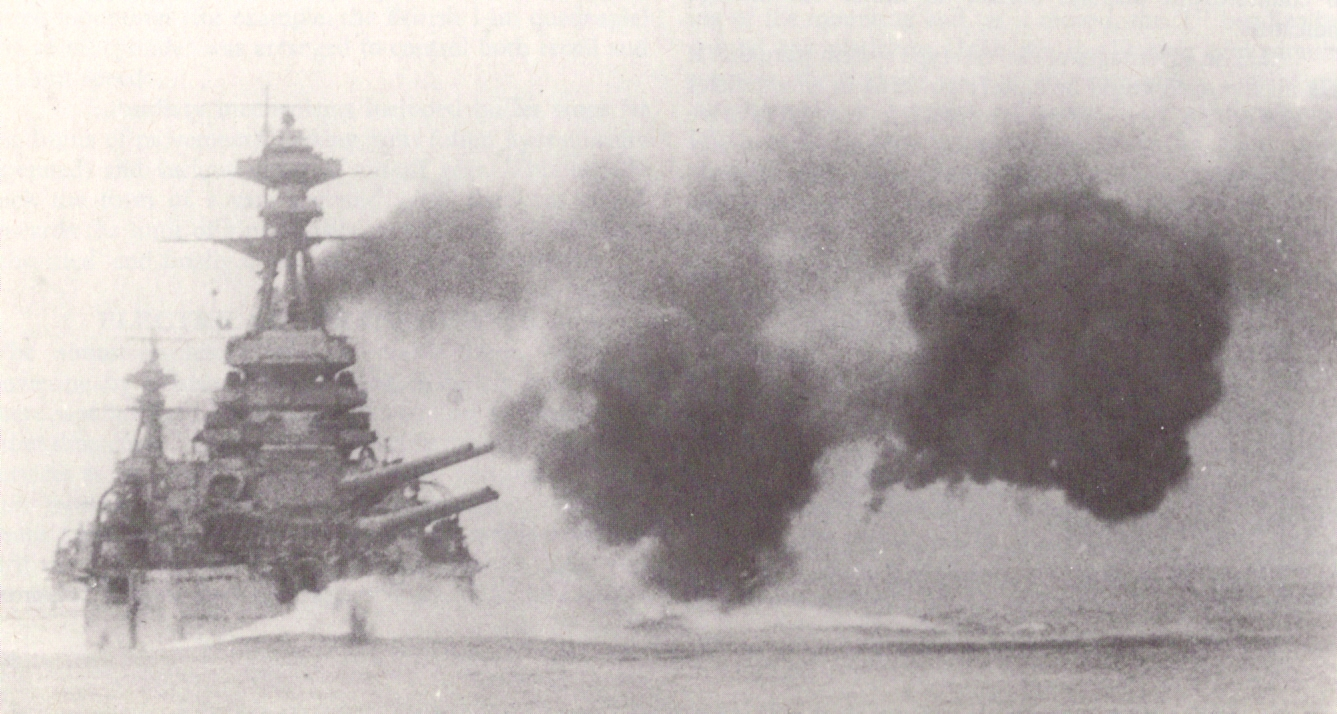
1910年代に撮られた「ロイヤル・サブリン」。

本級の主砲はクイーン・エリザベス級に引き続き「Mark I 38.1cm（42口径）砲」を採用している。これを連装砲塔に納めたが、「ロイヤル・オーク」のみ揚弾機が異なる「Mark I*」が採用されていた。
その性能は重量871kgの主砲弾を最大仰角20度で射距離21,702mまで届かせる事が出来るというもので、射距離13,582mで舷側装甲305mmを、射距離18,020mで279mmを貫通できる性能であった。砲身の仰角は20度・俯角5度で旋回角度は左右150度の旋回角が可能であった。装填機構は自由角度装填で仰角20度から俯角5度の間で装填でき、発射速度は竣工事は毎分2発であった。動力は蒸気ポンプによる水圧駆動であり補助に人力を必要とした。
1942年までに、1939年に戦没したロイヤル・オークを除く全艦に主砲管制用の284型射撃指揮レーダーが装備されている。

### 副砲、その他備砲、雷装等

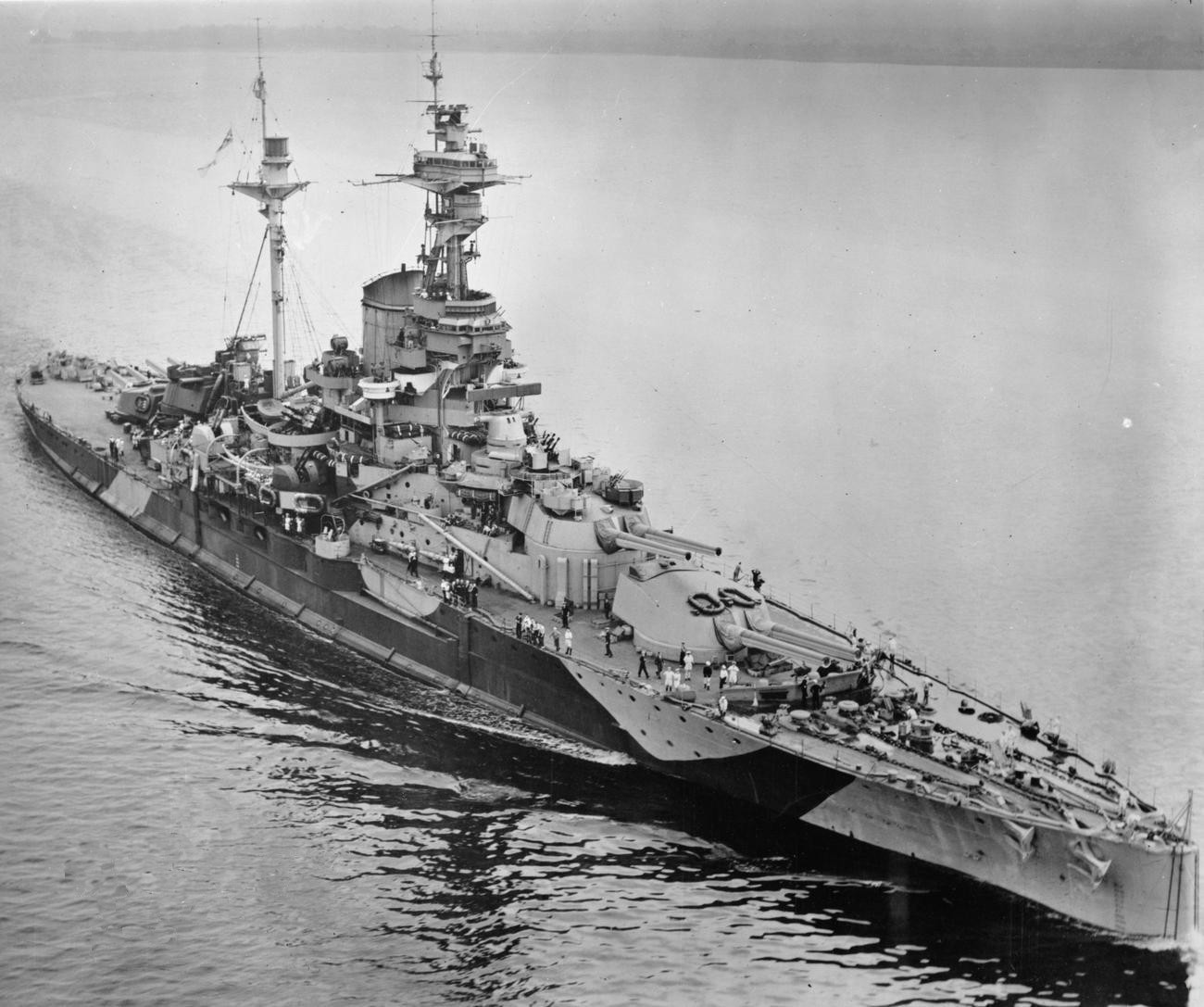
1943年にフィラデルフィアで撮られた「ロイヤル・サブリン」。対空火器の増強が行われ、2番・3番主砲塔上に4cm四連装ポンポン砲が1基ずつ追加されており、艦上の至るところにエリコン2cm単装機銃が設置されているのが判る。

副砲は「Mark XII 15.2cm（45口径）速射砲」を引き続き採用した。その性能は重量45.36kgの砲弾を最大仰角14度で射距離12,344mまで届かせる事ができる性能であった。装填機構は自由角度装填で仰角14度から俯角7度の間で装填でき、発射速度は竣工事は毎分5～7発であった。砲身の仰角は15度・俯角5度で動力は人力を必要とした。旋回角度は120度の旋回角が可能であった。その他に対戦艦用に53.3cm水中魚雷発射管を単装で4門を装備した。
就役後に対空火器は「ヴィッカース 12.7mm（62口径）機銃」を四連装砲架2基を搭載していたが、第二次世界大戦中に「4cm（56口径）機関砲」や「エリコンFF 20 mm 機関砲」に換装されていった。対空火器の増加の代償として舷側の15.2cm速射砲は12門から8門へと減少していた。

## 防御

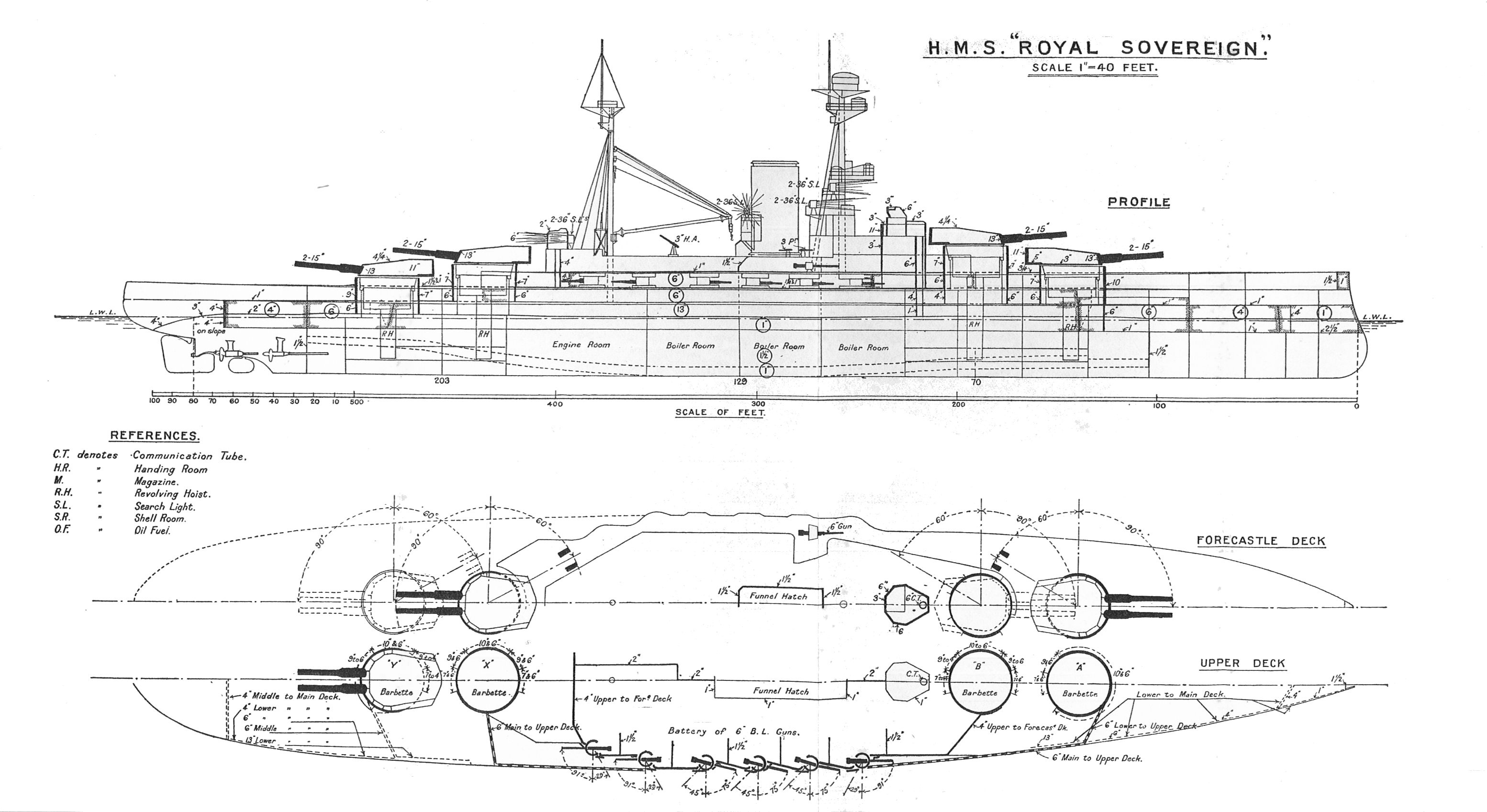
近代化改装後の本級の武装と装甲の配置を示した図。

本級の防御方式はクイーン・エリザベス級から引き続き、艦体の水線部を広範囲に防御する全体防御方式を採用していた。
水線部は最厚部で300mm装甲が1番主砲塔から4番主砲塔の側面にかけて広範囲に貼られ、主砲塔の側面部から艦首・艦尾部には152mmから51mmへテーパーした。上甲板の舷側部には1番主砲塔側面から4番主砲塔側面にかけて152mm装甲が張られてた。水線下の弾薬庫と機関区の水密隔壁には水雷防御として25mm装甲が貼られていた。

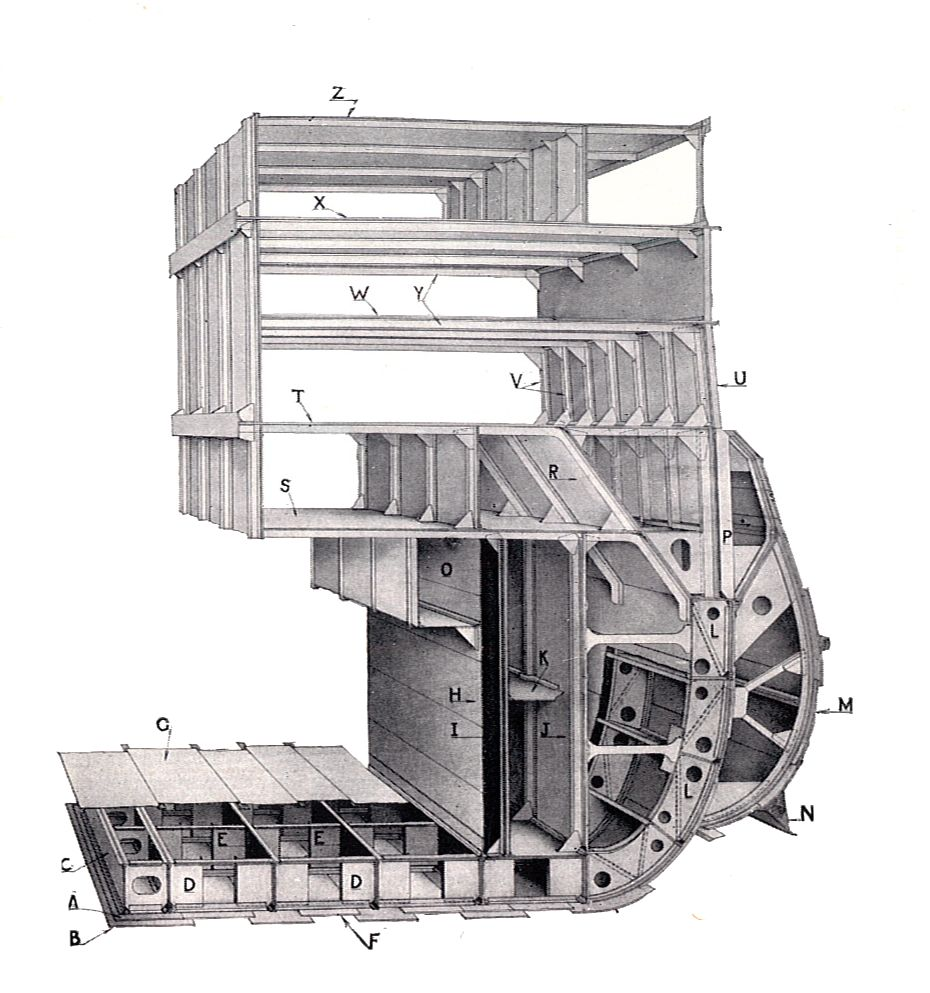
近代化改装後の「ロイヤル・サブリン」の船体中央部の断面図。

甲板防御は二層構造で上甲板は50mm、その下の主甲板は水平部は30mmで舷側装甲に接続する傾斜部が50mmであった。天蓋と舷側装甲と接続する前後の隔壁の装甲は艦首側は最大で152mm、艦尾側は最大で102mmであった。
主砲塔の前盾には270mm、側盾は81mm、天蓋は109mmの装甲が貼られた。その主砲塔のバーベット部も甲板上は最も厚い部分で254mmであったが背面部は178mmとなり、甲板から下は152mmにまで薄くなっていた。副砲の15.2cm速射砲を防御するケースメイト（砲郭）部の装甲は最大で152mmで天蓋部は25mmであった。

## 機関
機関構成は前述通りに重油専焼水管缶18基にパーソンズ式直結タービン2組4軸推進だが、ボイラーの形式は姉妹艦により異なり、「ロイヤル・サブリン」「リヴェンジ」「ラミリーズ」はバブコックス＆ウィルコックス式だが、「レゾリューション」「ロイヤル・オーク」はヤーロー式であった。要求性能の23ノットに対して。公試において40,000馬力を発揮して速力は22ノットにとどまった。
機関配置は艦首側にボイラー室、艦尾側にタービンを収める機械室を配置するイギリス巡洋戦艦伝統の全缶全機配置である。ボイラー室は横隔壁で区切られた3室構成で1室当たりボイラー6基を搭載したがボイラー数が減少したために煙突の数は1本となった。機械室は縦隔壁で区切られた3室構成で、外側の第1・第3機械室には巡航タービンと高圧タービン及び高圧後進タービンの2組を外軸に片舷1軸ずつ配置、中央部の第2機械室は低圧タービンを並列に2基2軸を配置した。
燃料タンクは重油を収める4,000トンで、航続距離は速力10ノットで4,000海里と計算された。就役後の1931年の改装時に燃料タンクの拡充を行って搭載量は4,615トンとなり14ノットで8,900海里を航行できるとされた。これにより満載排水量は48,000トンとなった。

## 活動歴
第一次世界大戦時に竣工したR級戦艦は、順次グランド・フリートに所属した。ユトランド沖海戦に参加したR級戦艦は2隻（リヴェンジ、ロイヤル・オーク）のみである。
海軍休日時代に幾度か改装を受けたが、クイーン・エリザベス級戦艦3隻や、巡洋戦艦「レナウン」のような大規模な近代化改装を受けることはなかった。
その為、主として船団護衛や陸上への艦砲射撃などの第二線任務に就いた。しかしながら、船団護衛としての戦力では有力な存在であり、旧式とはいえ攻撃力も防御力も高い15インチ砲戦艦は、ドイツ通商破壊戦の主力であった仮装巡洋艦やアドミラル・ヒッパー級重巡洋艦では相手にならず、ドイッチュラント級装甲艦（通称：ポケット戦艦）やシャルンホルスト級戦艦の11インチ（28センチ）砲にも優位に立ち、ドイツ海軍 (Kriegsmarine) の通商破壊作戦において障害となりえた。シーレーンの保護がイギリス海軍の基本戦略だった事を考えると、イギリス海軍の戦艦としては戦術的価値が失われつつあったが、その能力はドイツ海軍の通商破壊部隊を圧倒し、シーレーンを守るという形で戦略面で貢献した艦級と言える。

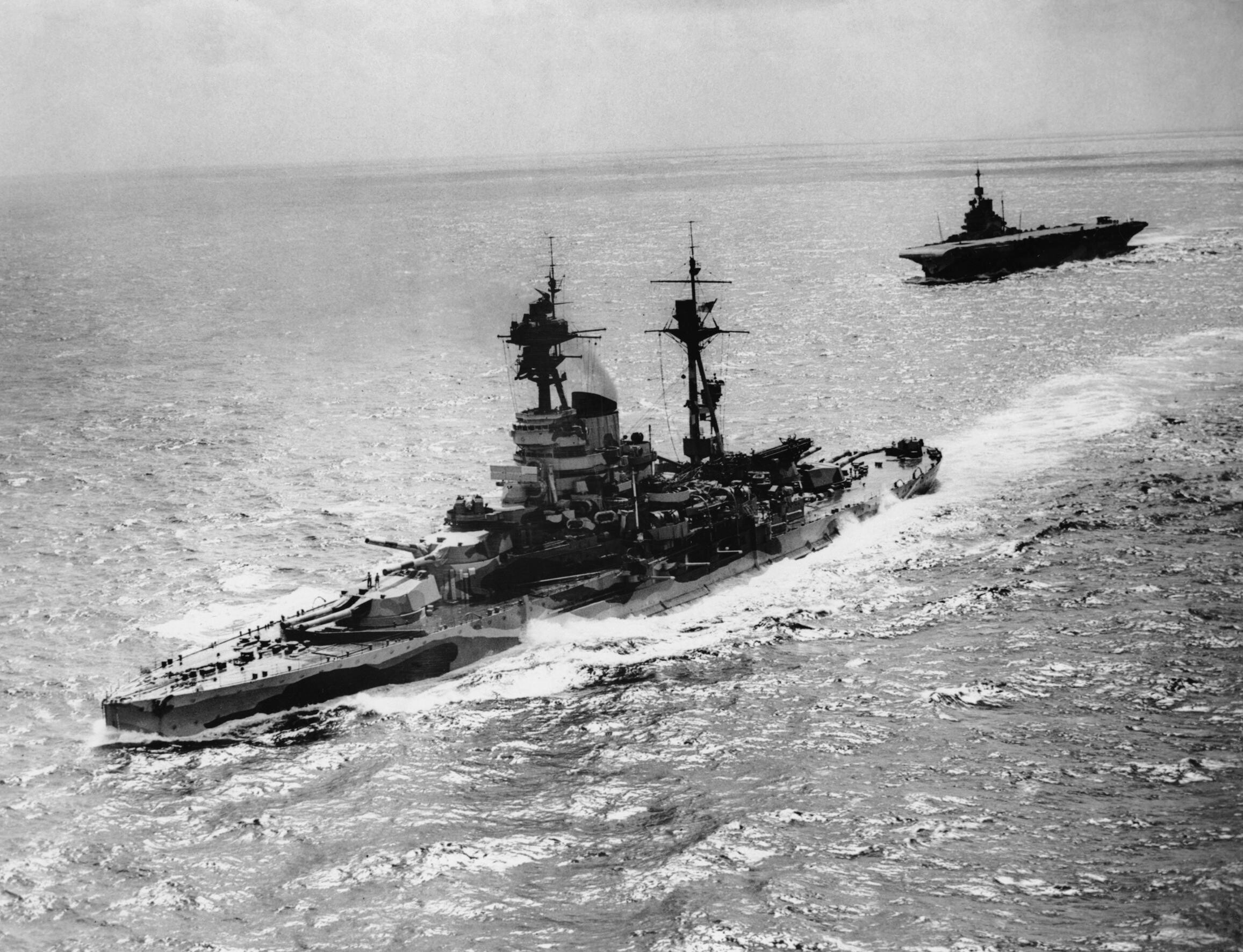
WW2に撮られた「レゾリューション」。後方は「フォーミダブル」
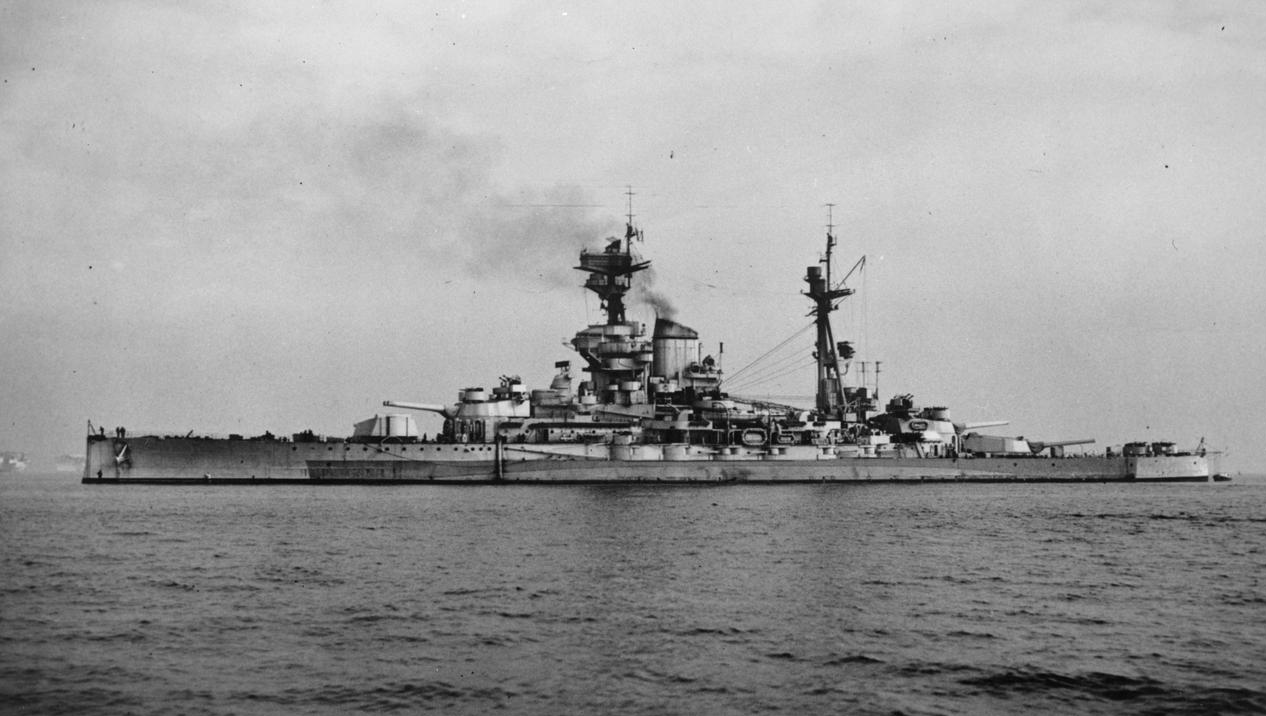
WW2に撮られた「ラミリーズ」

1939年9月の第二次世界大戦から間もない10月14日、「ロイヤル・オーク」はスカパ・フロー基地停泊中にUボート（U-47）の奇襲で撃沈されている。
1940年5月、「レゾリューション」はノルウェーの戦いでドイツ空軍のJu88の空襲を受け、250kg爆弾の命中により小破した。修理後の7月から9月にかけてジブラルタルを拠点とするH部隊に所属し、メルセルケビール海戦に参加した。ダカール沖海戦では、ヴィシー政権側のフランス海軍潜水艦ペウジールに雷撃されて損傷する。航行不能となった「レゾリューション」は、僚艦「バーラム」に曳航されて撤退し、アメリカ合衆国で修理をおこなった。
1940年6月10日のイタリア参戦後、地中海艦隊所属のロイヤル・ソブリンはQ.E.級戦艦と共に行動する。7月9日のカラブリア沖海戦では、「ロイヤル・ソブリン」の劣速が僚艦2隻の行動を制約した。タラント空襲でイタリア戦艦の脅威が減少すると、「ラミリーズ」は地中海艦隊から大西洋に配置転換され、この時にスパルティヴェント岬沖海戦に参加した。1941年2月8日、「ラミリーズ」はHX106船団を護衛中にベルリン作戦により行動していたシャルンホルスト級戦艦2隻と遭遇する。リュッチェンス提督（旗艦「グナイゼナウ」）は損害を怖れて撤退したので、交戦することはなかった。
1941年6月下旬に独ソ戦が始まったとき、海軍本部（パウンド第一海軍卿、軍令部次長トーマス・フィリップス中将）は極東のシンガポール防衛に関する計画を改めて練り直した。ネルソン級戦艦2隻と巡洋戦艦「レナウン」を攻撃的に運用し、空母2隻（アークロイヤル、ハーミーズ）を配置、R級戦艦4隻をインド洋で船団護衛任務に使う予定だったという。この従来案に対しウィンストン・チャーチル首相は「R級戦艦のような旧式艦を多数送るより、新鋭艦を基幹とする小規模部隊を送るのが妥当である。」と結論し、新鋭戦艦「プリンス・オブ・ウェールズ」、巡洋戦艦「レパルス」、装甲空母「インドミタブル」を極東に派遣した。そしてフィリップス中将（大将）が、東洋艦隊司令長官としてZ部隊（当初の名称はG部隊）を率いる羽目になった。
フィリップス提督は海軍省に「インド洋にいるリヴェンジとロイヤルソブリンを12月20日までにシンガポールに派遣するように」と要請し、イギリス本国所在のR級2隻（ラミリス、レゾリューション）も極東に送るよう希望した。12月2日に「ウェールズ」と「レパルス」がシンガポール海軍基地に到着したときも、フィリップス提督はR級戦艦の増援を待ち望んでいた。アメリカ西海岸ピュージェット・サウンド海軍造船所で修理中だった戦艦「ウォースパイト」が地中海に移動する際も、シンガポールに立ち寄るよう要請したという。
1941年12月8日の太平洋戦争開戦直後のマレー沖海戦で東洋艦隊が主力艦2隻を失うと、健在のR級戦艦4隻は東洋艦隊隷下の第3戦艦戦隊に所属し、インド洋で日本海軍の攻勢を警戒した。1942年3月に南雲機動部隊がセイロン島に空襲を仕掛けてきたとき、サマヴィル長官は退避を決断し、B部隊を構成していたR級戦艦4隻は無事だった。5月、東洋艦隊はマダガスカル攻略作戦をおこなう（アイアンクラッド作戦）。ディエゴ・スアレス停泊中に日本軍特殊潜航艇（甲標的）に奇襲され、魚雷1本が命中した「ラミリーズ」が大破した。同艦は1943年中期まで修理をおこなった。
1943年9月のイタリア降伏後、R級戦艦はすべてイギリス本国に引き揚げた。その頃になるとキング・ジョージ5世級戦艦が揃ったので、本級は予備艦となった。「ラミリーズ」がノルマンディー上陸作戦の火力支援をおこなった程度である。
一方ソビエト連邦はイタリア王立海軍 (Regia Marina) が連合国に引き渡した全艦艇のうち、三分の一を譲渡するよう要求した。アメリカ合衆国やイギリスはこれを認めず、旧式の「ロイヤル・サブリン」をソ連海軍に貸与した。1944年6月に「アルハンゲリスク (Архангельск) 」と改名された。第二次世界大戦は日本の降伏で終わったがソ連は「貸与」された「アルハンゲリスク」を手放さず、連合国がイタリア戦艦「ジュリオ・チェザーレ」を戦利艦として譲渡したあと、イギリスに返還した。1949年2月にソ連が手放した時、「ロイヤル・サブリン」の状態は悪化しており、解体処分された。その他の僚艦も1948年頃までに解体処分された。

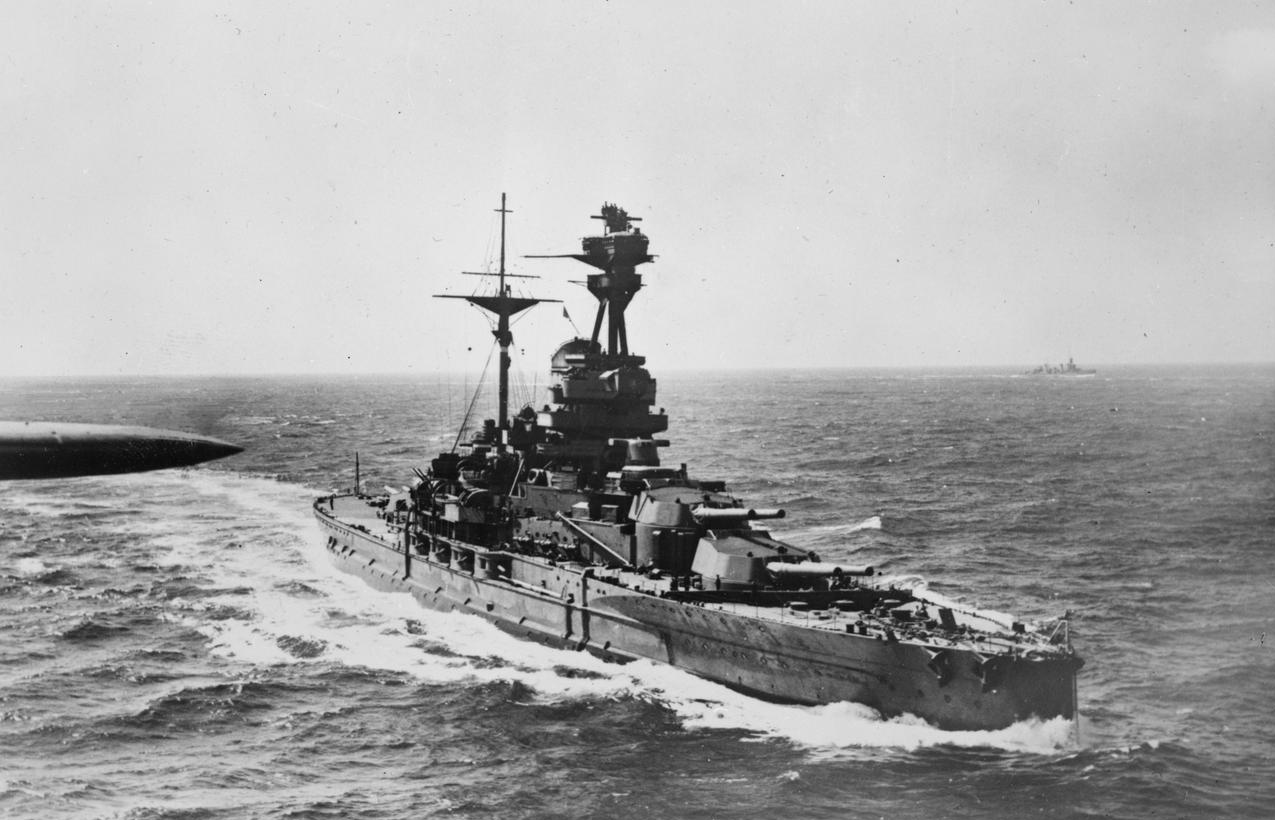
WW2に撮られた「リヴェンジ」
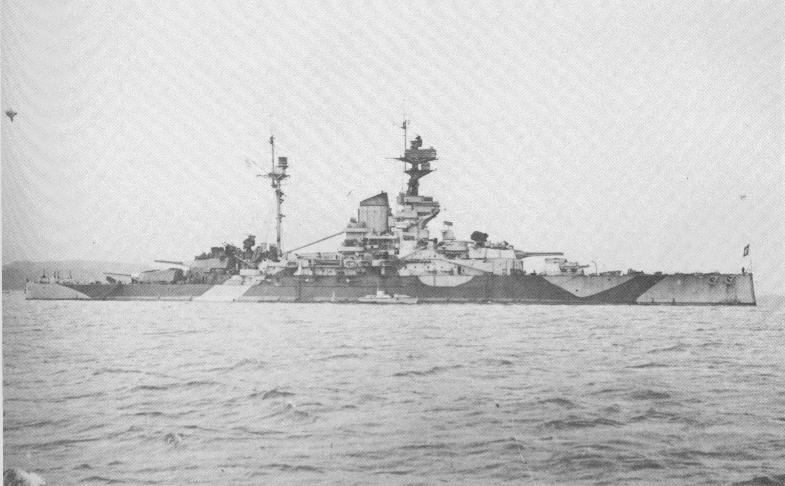
1944年に撮られたソ連海軍時代「アルハンゲリスク」時代のロイヤル・サブリン

## 同型艦

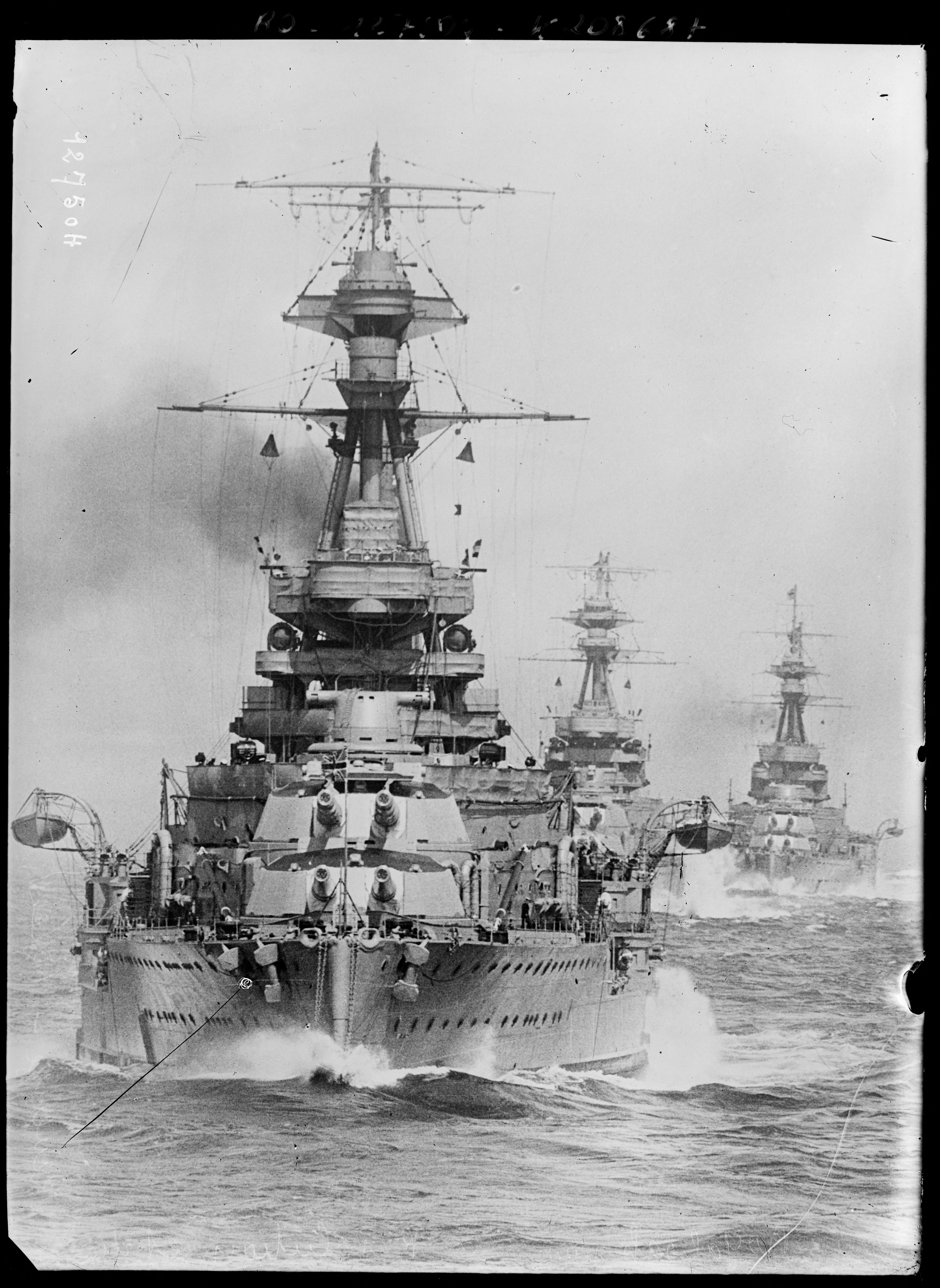
「ロイヤル・オーク」を先頭に艦隊を組む

- 「リヴェンジ Revenge （復讐）」1916年3月19日竣工
- 「レゾリューション Resolution（決意）」1916年12月19日竣工
- 「ラミリーズ Ramillies （ラミイの戦い）」1917年9月19日竣工
- 「ロイヤル・サブリン Royal Sovereign （王権）」1916年5月19日竣工
- 「ロイヤル・オーク Royal Oak （王の命を救った木）」1916年5月1日竣工
- 「レナウン」Renown 建造中止、予算は「レナウン」へ
- 「レパルス」Repulse 建造中止、予算は「レパルス」へ
- 「レジスタンス」Resistance  建造中止